# Nadieżda Kondratjewa
Nadieżda Iljiniczna Kondratjewa (ros. Надежда Ильинична Кондратьева, ur. w 1947) – radziecka florecistka, dwukrotna medalistka mistrzostw świata.
Podczas mistrzostw świata w Paryżu w 1965 roku reprezentacja ZSRR w składzie: Galina Gorochowa, Walentina Prudskowa, Walentina Rastworowa, Nadieżda Kondratjewa i Tatjana Pietrienko-Samusienko zdobyła złoty medal we florecie drużynowym. Na rozgrywanych dwa lata później mistrzostwach świata w Montrealu w tej samej konkurencji wywalczyła srebrny medal.
Nigdy nie wzięła udziału w igrzyskach olimpijskich.